# Alison Mandel
Alison Mandel Maturana (Santiago, 5 de julio de 1983) es una comediante y actriz chilena de teatro, cine y televisión. Es conocida por su participación en El club de la comedia.

## Primeros años
Alison Mandel es sobrina del pintor Carlos "Bororo" Maturana, y nieta de Gabriel Maturana, conocido en el Jappening con Ja como el señor Mandiola. Estudió actuación en Duoc UC entre 2002 y 2006.

## Carrera
En teatro ha actuado en Cierta femenina oscuridad, su examen de grado, junto a Carolina García, Francisca Mujica y María José Lira, y en La Sirenita, dirigida por Eduardo Cumar. En esta última, Mandel interpretó el rol protagónico de La Sirenita, junto a Juan Cristóbal del Real, como el príncipe, Paula Fernández como sirena pokemona, Cristina Peñailillo como sirena pelolais, Pamela Martínez como bruja, Patricio Muñoz como cangrejo, y el propio Eduardo Cumar como el Rey del Mar. 
En televisión trabajó junto a Paulette Sève y Camila López, entre otros. Luego actuó en el proyecto vanguardista de Canal 13, Transantiaguinos, de Sobras Producciones, creada por Nicolás López, interpretando a Nataly "Naty" Montes, la rebelde colegiala del programa. Se centra en siete personajes que se encuentran diariamente en el paradero del Transantiago.  El programa tenía una proyección de 180 capítulos, pero solo tuvo un total de 36 episodios, de ocho minutos cada uno.
Alison volvió a trabajar con Nicolás López en la película de 2011 Qué pena tu boda.
Comedor de diario (2008) fue la primera serie de ficción que realizó el canal de cable Vía X, donde Mandel protagonizó junto a Ramón Llao, Carolina Paulsen y Guilherme Sepúlveda, —con quienes había actuado anteriormente en Transantiaguinos— y José Martínez. En la serie, Alison interpretó a Milagros Pérez Klein, la hija menor de la familia. La serie tuvo una temporada con un total de 60 episodios y fue emitida entre el 4 de agosto y el 24 de octubre de 2008.
En julio de 2010 actuó en el episodio "Peor que pulga en... La Oreja" del programa Teatro en Chilevisión junto a Patricio Torres, Ana María Gazmuri, Iván Cabrera y Roberto Vander, donde interpretó a la hija de Torres y Gazmuri, y con Cabrera como su pololo, con quien tenía una fogosa relación que su padre reprobaba.
En 2010, Alison (junto a Jenny Cavallo) se integraron al programa El Club de la Comedia de Chilevisión, reemplazando a Natalia Valdebenito (quien trabajó tres años con Cavallo en Cabras chica gritona) y Nathalie Nicloux. En el programa realizaba tanto sketches como monólogos. Los monólogos que hacen son historias de la vida cotidiana, hablan acerca de los hombres y los "descueran", pero también hablan de cómo se arregla una novia. Allison señaló, sobre Cavallo y Nicloux que "ellas cumplieron una etapa y lo hicieron súper bien. Dejaron la vara alta. Es hora que Jenny y yo hagamos un buen trabajo. Yo me reí mucho con lo que ellas hicieron y pretendo hacerlo igual de bien."[cita requerida] Sobre el reemplazo y los problemas de la salida de ambas comediantes, señaló: "no percibí nada y tampoco estaba muy enterada de lo que pasaba. Sólo sabía que había una oportunidad de trabajo y no presté atención a los conflictos internos". Sobre las críticas de Valdebenito y Nicloux señala en Terra que "ella no se siente para nada un adorno en el programa y que no ha vivido el machismo que denunciaron las comediantes renunciadas al espacio."  
Algunos de los personajes que interpretó en El club de la comedia son la Pollo y la Histérica. Esta última fue un personaje de su propia creación, por lo que le tiene cariño. La Pollo fue más creación colectiva.[cita requerida]
En 2011 participó en la obra 2010: Año de mierda junto a Jenny Cavallo, Pato Pimienta y Juan Pablo Flores, donde satirizan todo lo ocurrido en ese año.
En 2011 actuó en Qué pena tu boda, secuela de la exitosa película, también dirigida por el condenado abusadorNicolás López, Qué pena tu vida (2010), protagonizada por Ariel Levy, Andrea Velasco y Lorenza Izzo. Además aparecen junto a Alison, Claudia Celedón, Ignacia Allamand y Paz Bascuñán entre otras. 
En 2014, el canal de televisión Comedy Central Latinoamérica transmitió el programa Comedy Central Presenta: Stand-up en Chile, conducido por Nicolás Larraín, y donde se mostraban las rutinas de un grupo de comediantes chilenos, entre ellos Mandel.
En febrero de 2018 fue parte de la cuarta noche del 59° edición del Festival Internacional de la Canción de Viña del Mar, consiguiendo Gaviota de Plata y Gaviota de Oro con su actuación.
En febrero de 2024 nuevamente fue parte de la primera noche del 63° edición del Festival Internacional de la Canción de Viña del Mar, actuación que le permitió conseguir por segunda vez Gaviota De Plata y Gaviota de Oro.

## Vida personal
Para las elecciones presidenciales de 2013, Mandel apoyó públicamente al candidato del Partido Ecologista Verde, Alfredo Sfeir, apareciendo incluso en su franja televisiva.
Mandel fue vegetariana por varios años, pero lo abandonó declarando que padecía de anemia y seguía el consejo médico.
En diciembre de 2015 contrajo matrimonio con el también comediante Pedro Ruminot, junto a quien el 9 de marzo de 2020 tuvo su primer hijo, Baltazar Ruminot Mandel.

## Filmografía
| Cine       | Cine                                       | Cine                                                                                                   | Cine             |
| Año        | Película                                   | Personaje                                                                                              | Director         |
| ---------- | ------------------------------------------ | --- | ---------------- |
| 2004       | Promedio rojo                              | | Nicolás López    |
| 2011       | Que pena tu boda                           | Paulina Sandoval                                                                                       | Nicolás López    |
| 2015       | Sin filtro                                 | Emilia                                                                                                 | Nicolás López    |
| 2018       | No estoy loca                              | María                                                                                                  | Nicolás López    |
| 2020       | Mujeres arriba                             | Consuelo                                                                                               | Andrés Feddersen |
| Televisión |                                            | |                  |
| Año        | Título                                     | Personaje                                                                                              | Canal            |
| 2003       | Rojo fama contrafama                       | Ella Misma/Participante                                                                                | TVN              |
| 2007-08    | Índigo                                     | Ángela                                                                                                 | Mega             |
| 2008       | Transantiaguinos                           | Nataly "Naty" Montes                                                                                   | Canal 13         |
| 2008       | Comedor de diario                          | Milagros Pérez Klein                                                                                   | Vía X            |
| 2010-2015  | El club de la comedia                      | Ella misma / Varios                                                                                    | Chilevisión      |
| 2010       | Teatro en Chilevisión                      | Francisca (Episodio: "Mi cuñada me tiene ganas") Alejandra (Episodio: "Peor que pulga en... La Oreja") | Chilevisión      |
| 2012       | El late                                    | Ella misma / Varios                                                                                    | Chilevisión      |
| 2014       | Comedy Central Presenta: Stand-up en Chile | Comediante                                                                                             | Comedy Central   |
| 2014-2015  | Así somos                                  | Panelista                                                                                              | La Red           |
| 2016       | Amores perros                              | Conductora                                                                                             | Canal 13         |
| 2016       | Minas al poder                             | | Chilevisión      |
| Teatro     |                                            | |                  |
| Año        | Obra                                       | Personaje                                                                                              | Notas            |
| 2006       | Cierta femenina oscuridad                  | |                  |
| 2008       | La Sirenita                                | La Sirenita                                                                                            |                  |
| 2011       | 2010: Año de mierda                        | |                  |